# Catarmán (Camiguín)
Catarmán es un municipio filipino de quinta categoría, situado al norte de la isla de Mindanao en la isla de Camiguín. Forma parte de  la provincia de Camiguín situada en la Región Administrativa de Mindanao del Norte en cebuano Amihanang Mindanaw, también denominada Región X. 
Para las elecciones está encuadrado en el único (Ione) distrito electoral.

## Barrios
El municipio  de Catarmán  se divide, a los efectos administrativos, en 14 barangayes o barrios, conforme a la siguiente relación:
| - Alga - Bonbon - Bura | - Catibac - Compol - Lawigan | - Liloan - Looc - Mainit | - Manduao - Panghiawan - Población | - Santo Niño - Tangaro |  |

## Historia
Antiguos documentos españoles indican que Fernando de Magallanes y Miguel López de Legazpi llegaron a la isla  en 1521 y 1565, respectivamente.

### Influencia española
En 1679 fue fundada Katagmán o Katadmán, hoy conocido como Catarmán. Próspera población que hasta su destrucción por la erupción de un volcán  en 1871.
La provincia de Misamis, creada en 1818,   formaba  parte del Imperio español en Asia y Oceanía (1520-1898). Estaba dividida en cuatro partidos.
El Partido de Catarmán en la isla de Camiguín, con la ciudad de Catarmán y los pueblos de Mambajao, Guinsilibán y Sagay.

"...CATAARMAN: pueblo con cura y gobernadorcillo, en la isla llamada Camiguin, provincia de Misamis , diócesis de Cebú: se halla SIT. en los 128° 5' long., 9° 5' 40" lat., en la costa N. E. de la isla, bastante defendido de los vientos de N. 0. y S. O., por ocupar una especie de rada vuelta al S. E.; su CLIMA es templado y saludable..."

"... Fué fundado en 1621; procediendo de los primeros recoletos que pasaron á la reducción de Mindanao. Sus naturales se redujeron todos á la voz del cristianismo sin quedar infiel alguno en sus montes; son de los más pacíficos y de mejor índole que se conoce en las islas Visayas, muy amantes de los españoles..."

"... En el dia tiene como unas 1.195 casas, en general de sencillísima construcción;  distinguiéndose la casa parroquial y la llamada tribunal ó de comunidad; hay escuela de primeras letras dotada de los fondos del común, á la cual concurren algunos niños; é igl. parr., bajo la advocación de San Roque, servida por un cura regular..."

"... Depende de esta jurisd. la visita ó anejo llamada Manbajao, de la cual dist. 2 leg..."

"... Confina el TÉRM. generalmente con el mar, fuera dé la parte en que linda con el de Guinsilibán por S. E. En sus montes se cria una robusta vejetacion, creciendo en ellos gran variedad de árboles, bejucos y cañas. Tampoco falta caza mayor y menor, ni miel y cera que depositan las abejas en los huecos de los troncos de los árboles y de las canteras..."

"...El TERRENO reducido á cultivo es fértil, y sus principales PROD. cacao, arroz y tabaco. La IND. consiste en el beneficio de. los prod. naturales, la pesca y algunos tejidos ordinarios. El COMERCIO se reduce á la esportacion del sobrante de sus artículos naturales é industriales,..."

"...POBL. 7,175 alm., 1,477 y % trib., que importan 14.775 rs. plata, equivalentes á 56,637 y Ya rs. vn. ..."
Buzeta y Bravo, Tomo 1, página CAT 523-524 CAT.

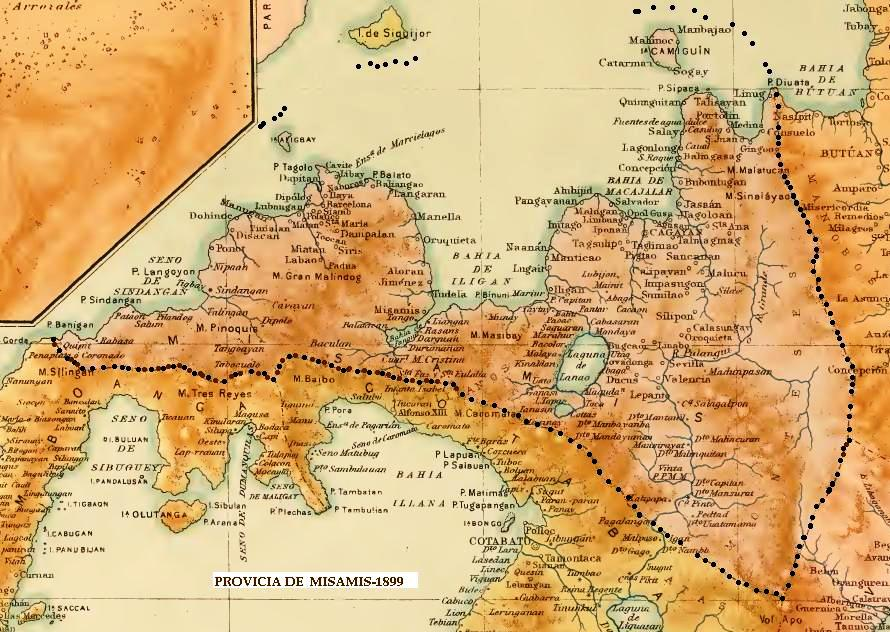
El distrito 2.º de Misamis en 1899.

A principios del siglo XX la isla de Mindanao se hallaba dividida en siete distritos o provincias, uno de los cuales era el distrito 2.º de Misamis, su capital era la villa de Cagayán de Misamis y del mismo dependía la comandancia de Dapitan.
Formaban parte de este distrito las visitas de Guinsilibán, Sagay, Catarmán, Mambájao, Mahinoc, Iponan, Opol y Molugán. Manbajao contaba con una población de  9.793 almas.

### Ocupación estadounidense

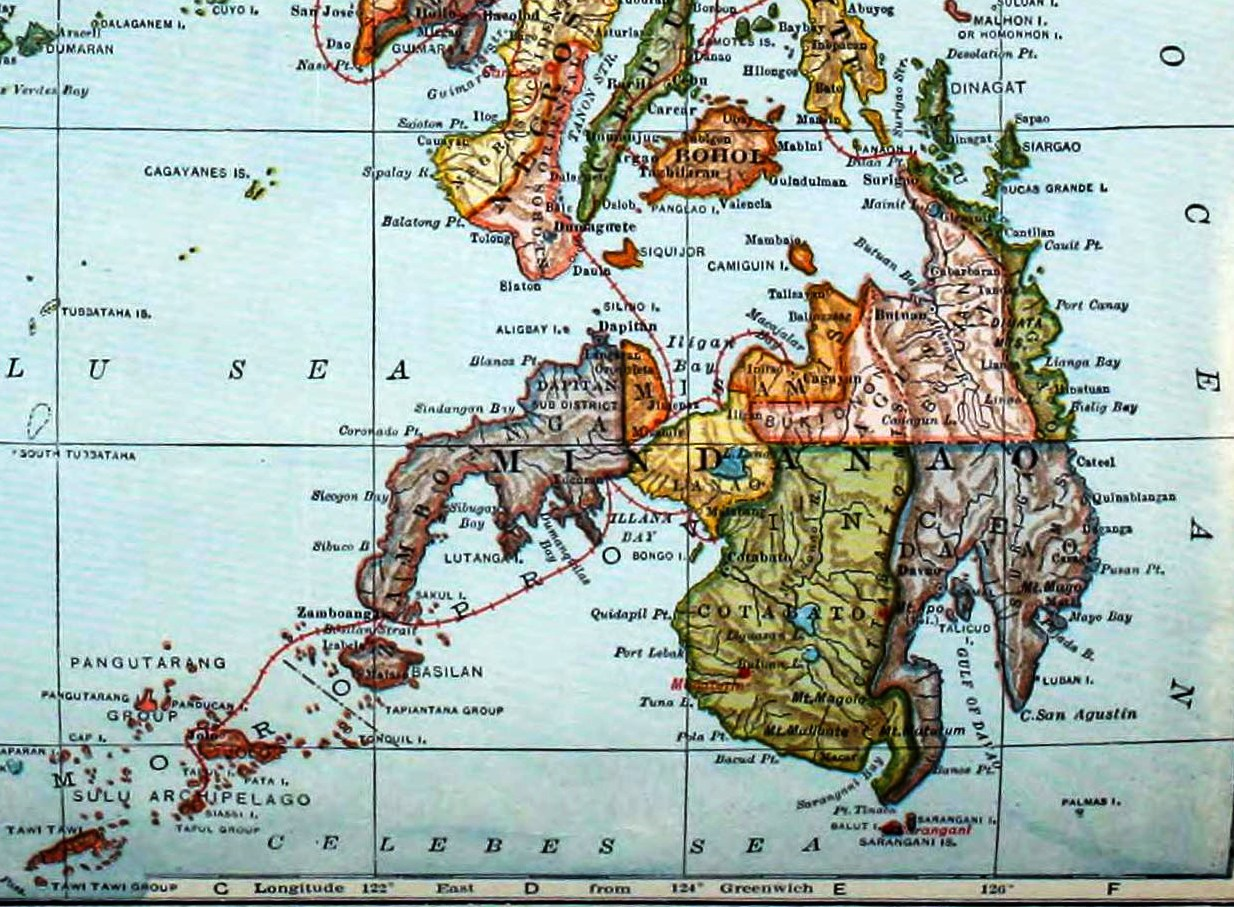
Mindanao en 1921.

Una vez pacificado el territorio, el gobierno civil de la  provincia de Misamis fue establecido el 15 de mayo de 1901 incluyendo la subprovincia de Bukidnon.
Catarmán, Mambajao y Sagay eran tres de los  14 municipios de esta provincia, tal como figura en la División Administrativa de Filipinas de 1916 y también en el plano del censo de 1918.

### Independencia
El 22 de junio de 1957 fue creada la subprovincia de Camiguín con sede en Mambajao.
El 18 de junio de 1966 la subprovincia de Camiguin se separa de la provincia de Misamis Oriental constituyéndose como una nueva provincia separada e independiente.